# Enrique Marzal Santafé
Enrique Marzal Santafé (Valencia, 15 de septiembre de 1940-Valencia, 6 de junio de 2025) fue un indumentarista y modista español.

## Biografía
Hijo de la modista Regina Santafé, y hermano de la locutora radiofónica de Radio Popular en Valencia, Amparo Marzal.
Su interés por la indumentaria nace de un traje de valenciana que su madre le hizo a su hija en 1946. Desde pequeño conoció a Concha Piquer, a quien vestía. Marzal estuvo vinculado a Casa Insa hasta 1972, que se independiza. Durante décadas, su taller fue uno de los epicentros de la artesanía textil valenciana, donde se combinaban tradición e innovación.
En Valencia fue una institución. En 1990 comienza la tradición de decorar su balcón con motivo de la Procesión de la Virgen de los Desamparados durante el Corpus Christi de Valencia, consiguiendo varios galardones. También se encargaba anualmente de preparar los trajes de los Reyes Magos y pajes para la Cabalgata de Reyes. 
Fue proveedor de la Casa Real Española, y vistió a artistas como Concha Piquer, Lola Flores, Rocío Jurado, Lina Morgan, Carmen Sevilla, Norma Duval, Salomé y otros.
También tuvo una vertiente como actor, participando en el filme Con el culo al aire, junto con Ovidi Montllor o Joan Monleon.
Enrique Marzal que había celebrado su ochenta cumpleaños y las bodas de oro de su negocio (2021), falleció en Valencia el 6 de junio.

## Premios y distinciones
- Premio Joia de Diamants, (2014) en reconocimiento a su trayectoria y excelencia el Gremio Artesano de Sastres y Modistas de la Comunitat Valenciana.[14]
- Homenaje como embajador internacional del traje de valenciana (2018) organizado por el Centro Municipal de Artesanía de Valencia por su contribución al prestigio y visibilidad de esta joya del patrimonio cultural.[4]